# NA-8107
La  NA-8107  es una carretera local perteneciente a la Red de Carreteras de Navarra que se inicia en PK 7,12 de PA-30 (Glorieta) y termina en PK 8,05 de PA-30 (Glorieta). Tiene una longitud de 1,05 kilómetros.